# Torino, Milano e dintorni
Torino, Milano e dintorni è un album raccolta di Lucio Dalla, pubblicato nel 1981. Fa parte della serie Emozioni & parole.

## Tracce
1. L'anno che verrà
2. Intervista con l'avvocato
3. L'auto targata «TO»
4. Nuvolari
5. Milano
6. Quale allegria
7. Corso Buenos Aires
8. Il cucciolo Alfredo
9. L'ultima Luna

## Formazione
- Lucio Dalla – voce, pianoforte, clarinetto, sassofono contralto, fiati, tastiera, sintetizzatore
- Luciano Ciccaglioni – chitarra acustica, chitarra elettrica, mandolino
- Piero Ricci – basso
- Massimo Buzzi – batteria
- Toto Torquati – tastiera
- Ruggero Cini – tastiera, eminent, fisarmonica, direzione archi
- Mario Scotti – basso
- Ron – pianoforte elettrico, chitarra acustica, tastiera, sintetizzatore
- Roger Mazzoncini – pianoforte elettrico, eminent
- Carlo Capelli – pianoforte, sintetizzatore, Fender Rhodes
- Tony Esposito – percussioni
- Marco Nanni – basso
- Giovanni Pezzoli – batteria
- Rodolfo Bianchi – sassofono, flauto
- Isabella Sodani – cori
- Rita Mariano - cori
- Patrizia Neri - cori
- Alessandro Centofanti – tastiera, sintetizzatore
- Fabio Liberatori – tastiera, sintetizzatore
- Jimmy Villotti – chitarra
- Gianni Oddi – fiati
- Gaetano Zoccanali – fiati
- Ricky Portera - chitarra elettrica, chitarra acustica, cori
- Aldo Banfi - sintetizzatore
- Gianni Zilioli - fisarmonica
- Roberto Colombo - pedal steel guitar
- Paolo Del Conte - chitarra
- Cecco La Notte - chitarra
- Luciano Biasutti - tromba
- Marco Ferradini - cori
- Alessandro Colombini - cori
- Gian Piero Reverberi - direzione archi